# Kadriorgparken

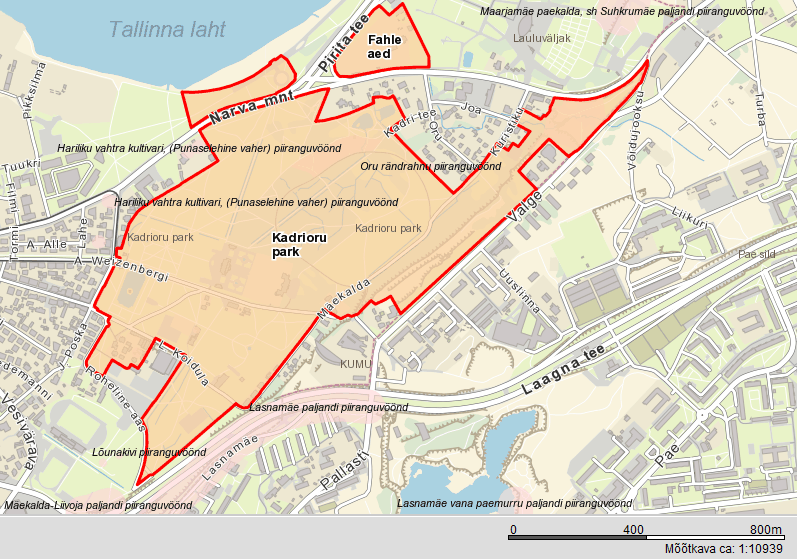
Karta över Kadriorgparken

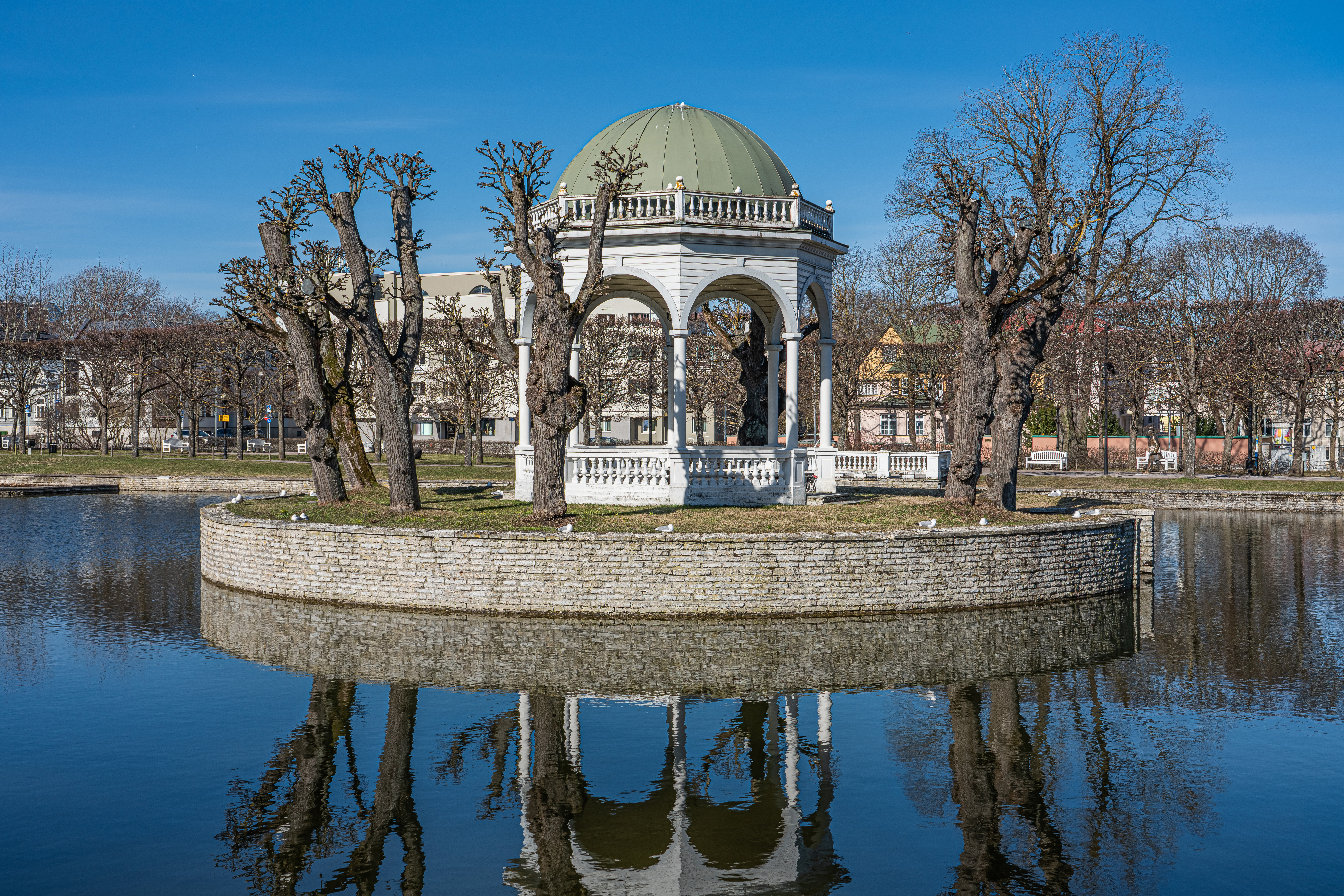
Paviljongen i Svandammen

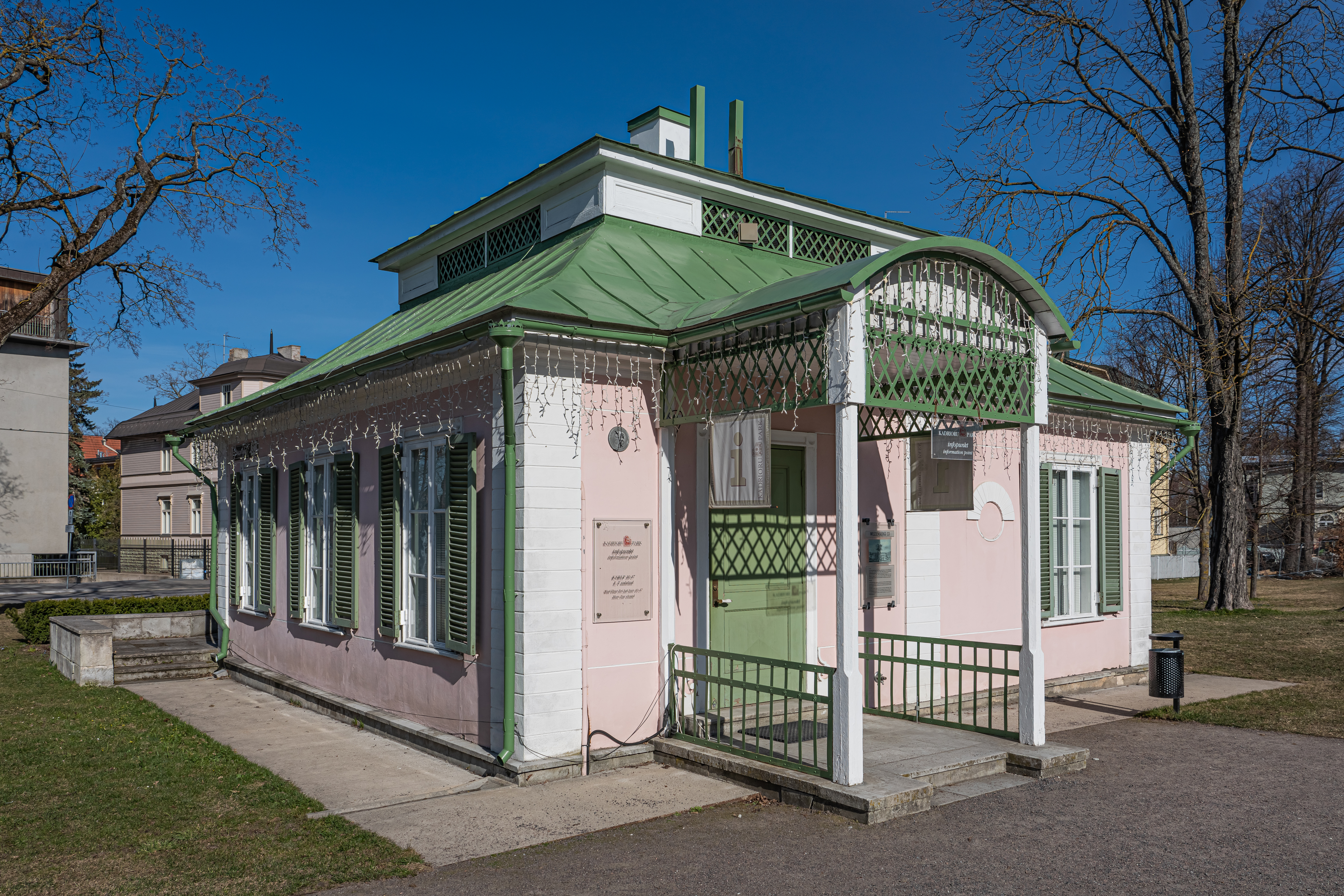
Entrébyggnad vid Jaan Poskagatan

Kadriorgparken (estniska: Kadrioru Park) är en park i stadsdelen Kadriorg i distriktet Kesklinn i Tallinn i Estland.
Kadriorgparken skapades samtidigt med Kadriorgs slott i början av 1700-talet, efter det att markområdet köpts av tsar Peter den store 1714. År 1718 ritades slott och park av Nicola Michetti. Söder om parkportarna vid nuvarande August Weizenberggatan låg "Vakthuset" och i norr fanns en jaktstuga. (Peter den stores hus). Namnet Katharinenthal/Kadriorg ersattes av Fonnenthal på 1740-talet.
Vid mitten av 1700-talet lät tsarevnan Anna Ivanovna flytta statyer och fontäner från Kadriorg till palatset Peterhof i Sankt Petersburg. Kadriorg lämnades att förfalla. Det blev ett uppsving efter ett besök av tsar Alexander I i Tallinn 1804, efter vilket guvernören i Estland beordrades att återuppbygga slottet. En förvaltarbostad byggdes vid Koidulagatan, vilken numera är Eduard Vildemuseet, men så småningom tappade tsarfamiljen åter intresset för Kadriorg.
Ursprungligen fanns det en park i italiensk-fransk stil vid Svandammen söder om nuvarande August Weizenberggatan, i motsats till en tät skogsliknande park norr om gatan. Den italiensk-franska parken var från början en liten del av hela parken, i vilken i huvudsak det tidigare naturliga landskapet bevarades. Från 1722 planterade soldater 550 träd i parken, varav en del, särskilt hästkastanjer, var tänkta att senare flyttas till parker i Sankt Petersburg. Efter Peter den stores död glömdes dessa planer bort och hästkastanjerna blev kvar i Kadriorg. 
Svandammen är parkens mest populära plats. Det finns ett antal konst- och andra museer i parken, bland andra Kumu, Mikkelmuseet i den tidigare slottsköksbyggnaden, Eduard Vildemuseet, barnmuseet Miia-Milla-Manda och Peter den stores hus.

## Bildgalleri

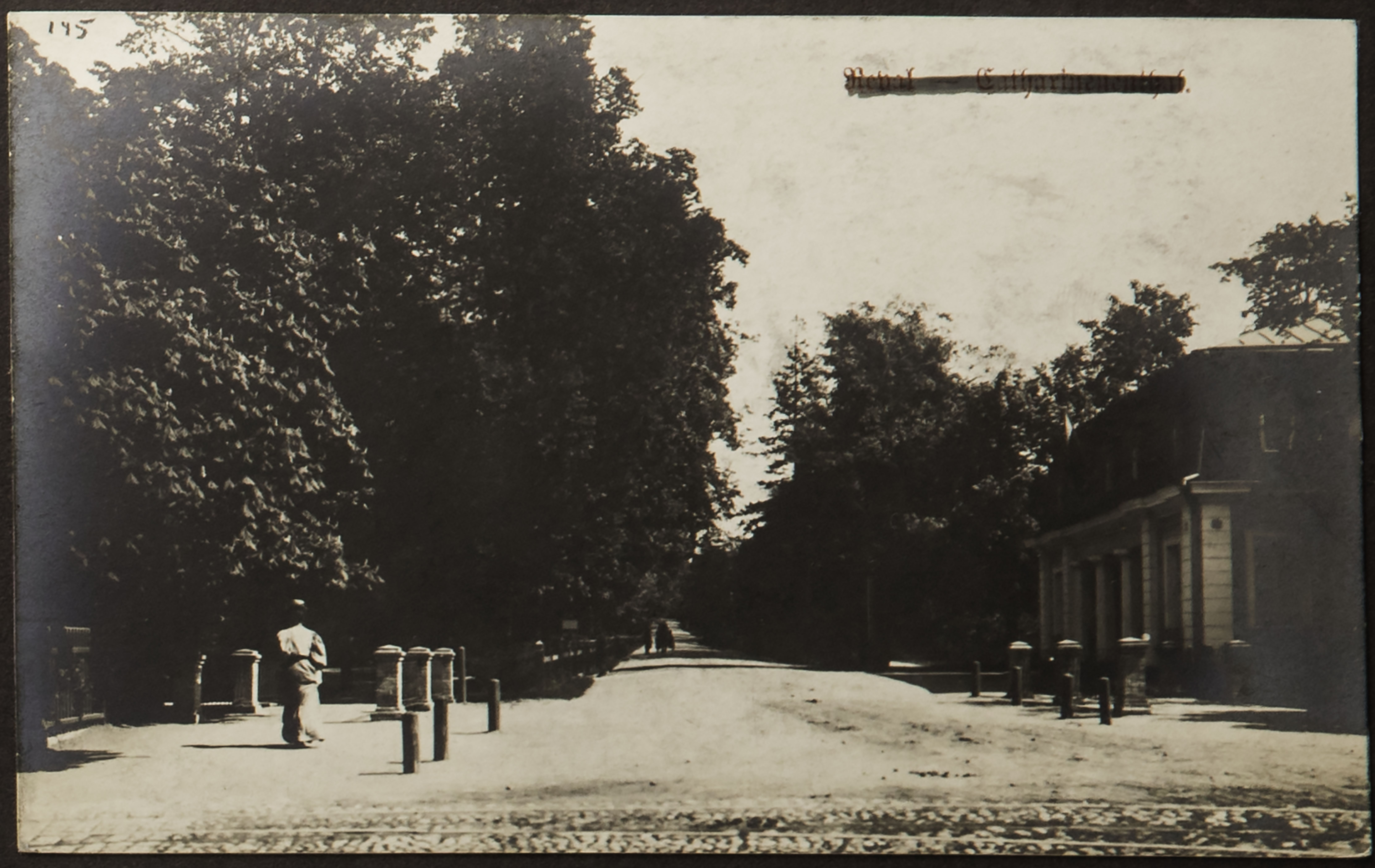
Tidigare ingång till Kadriorgparken med vakthus, vid nuvarande August Weizenberggatan, okänt datum
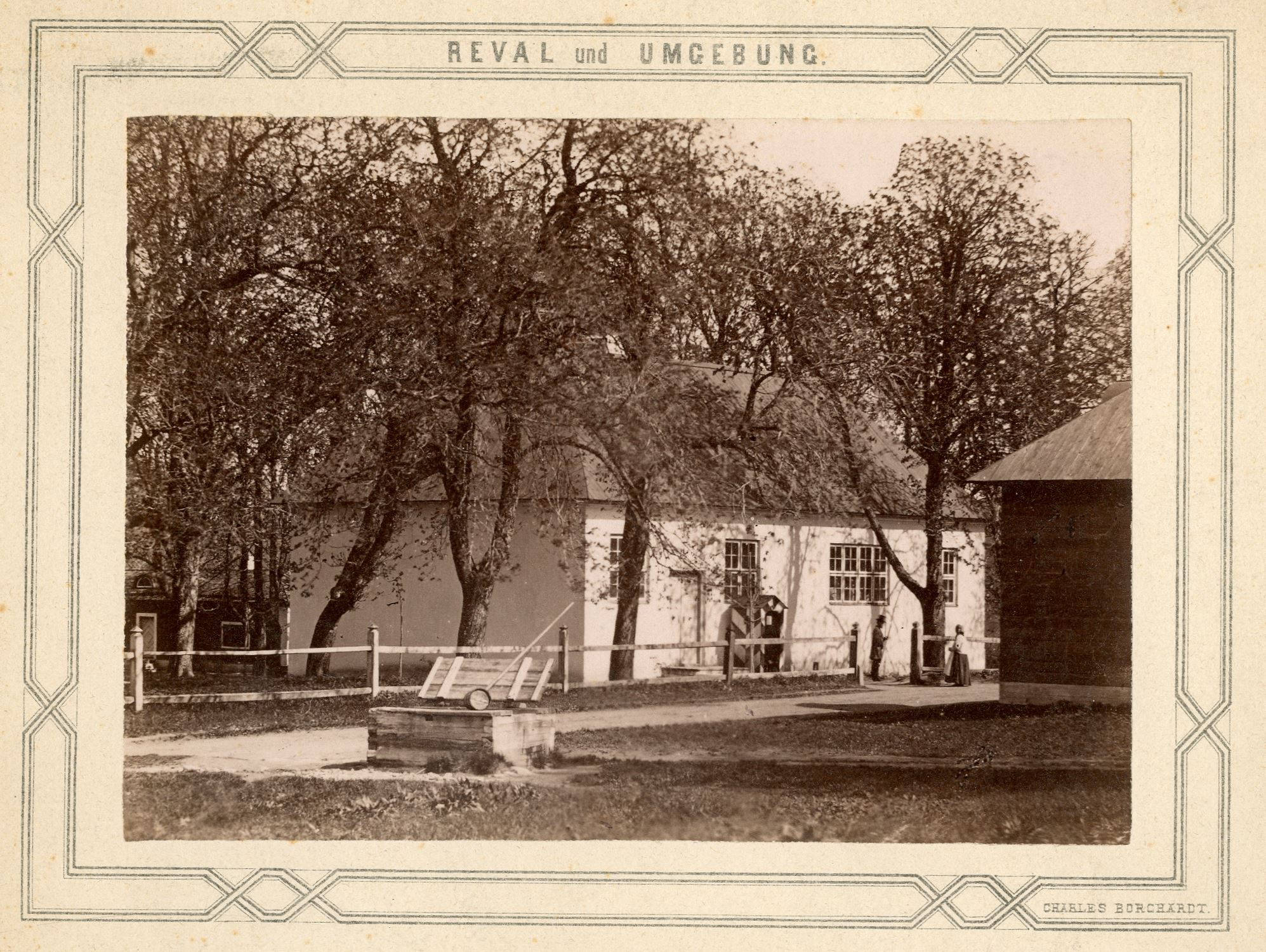
Peter den stores hus
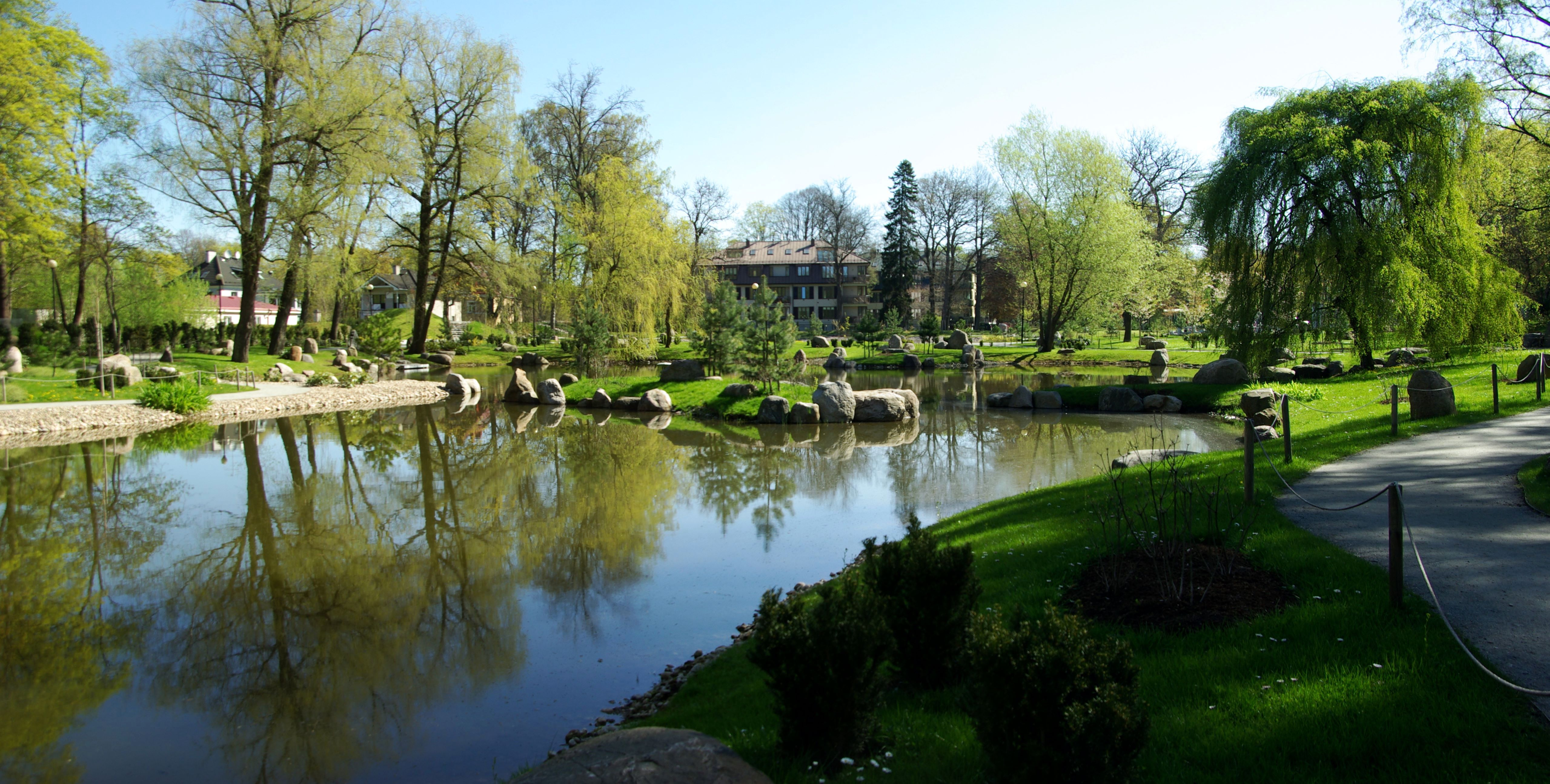
Damm i den japanska trädgården
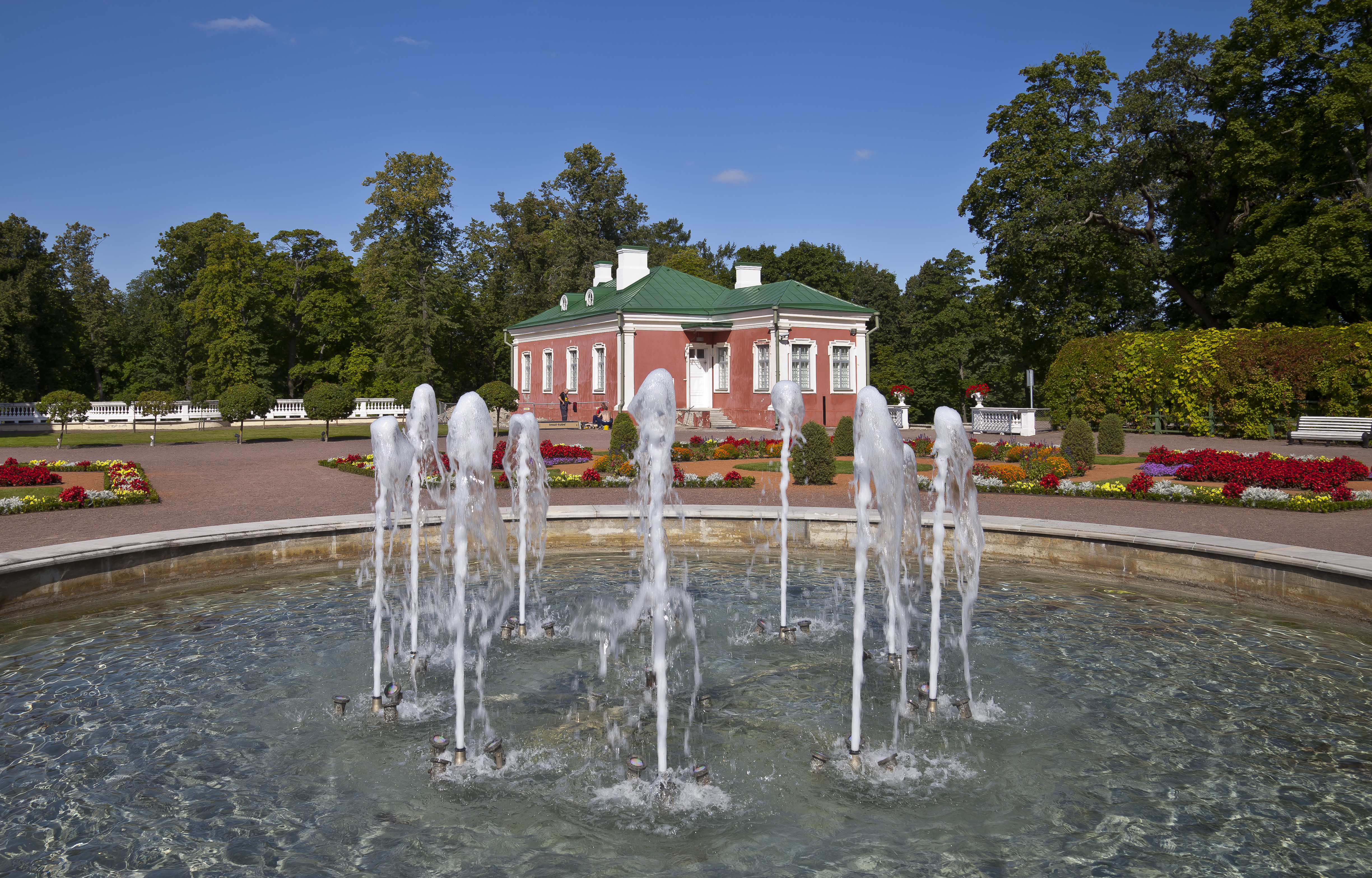
Fontän

## Bildgalleri – skulpturer

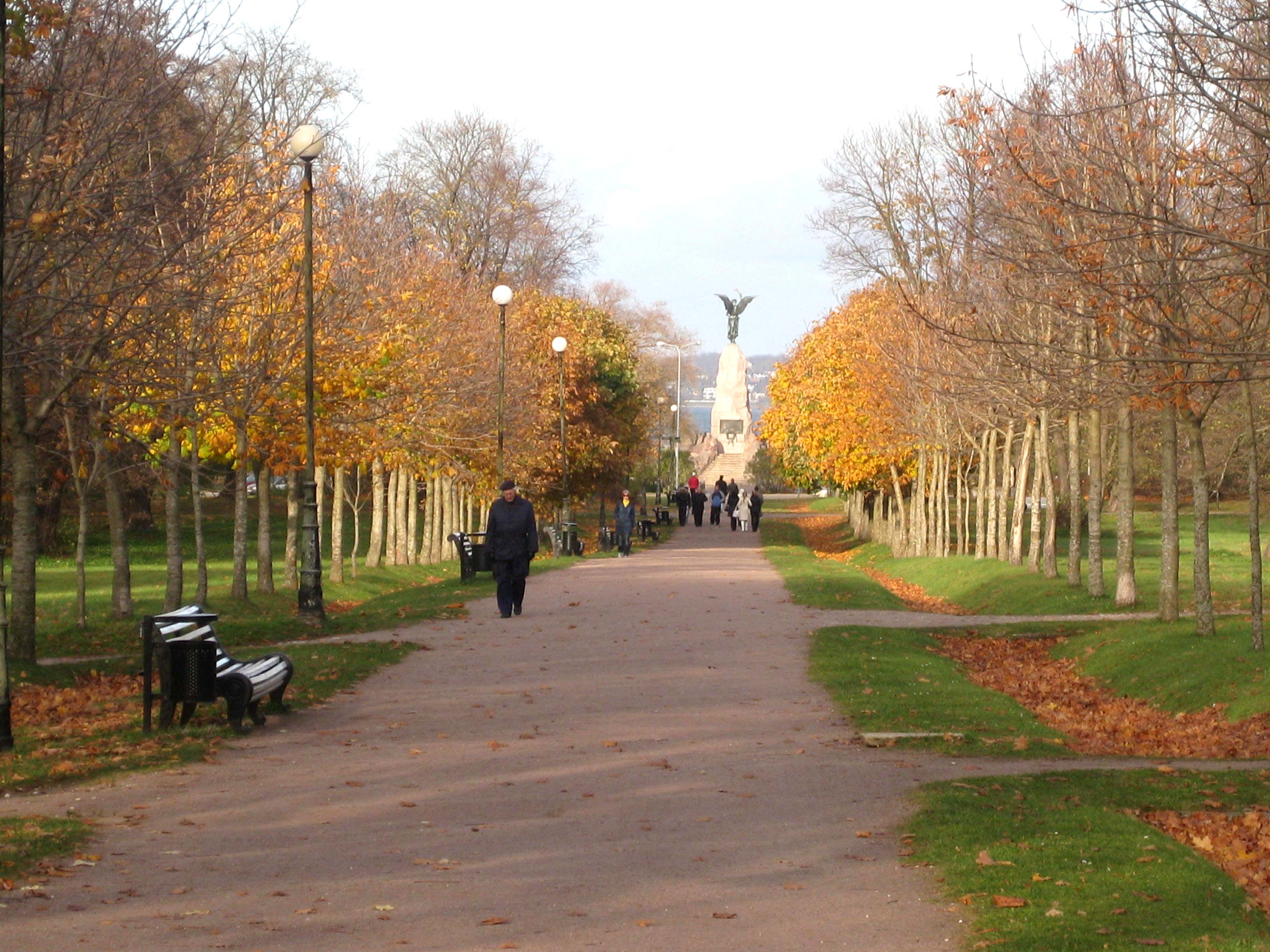
Russalkamonumentet
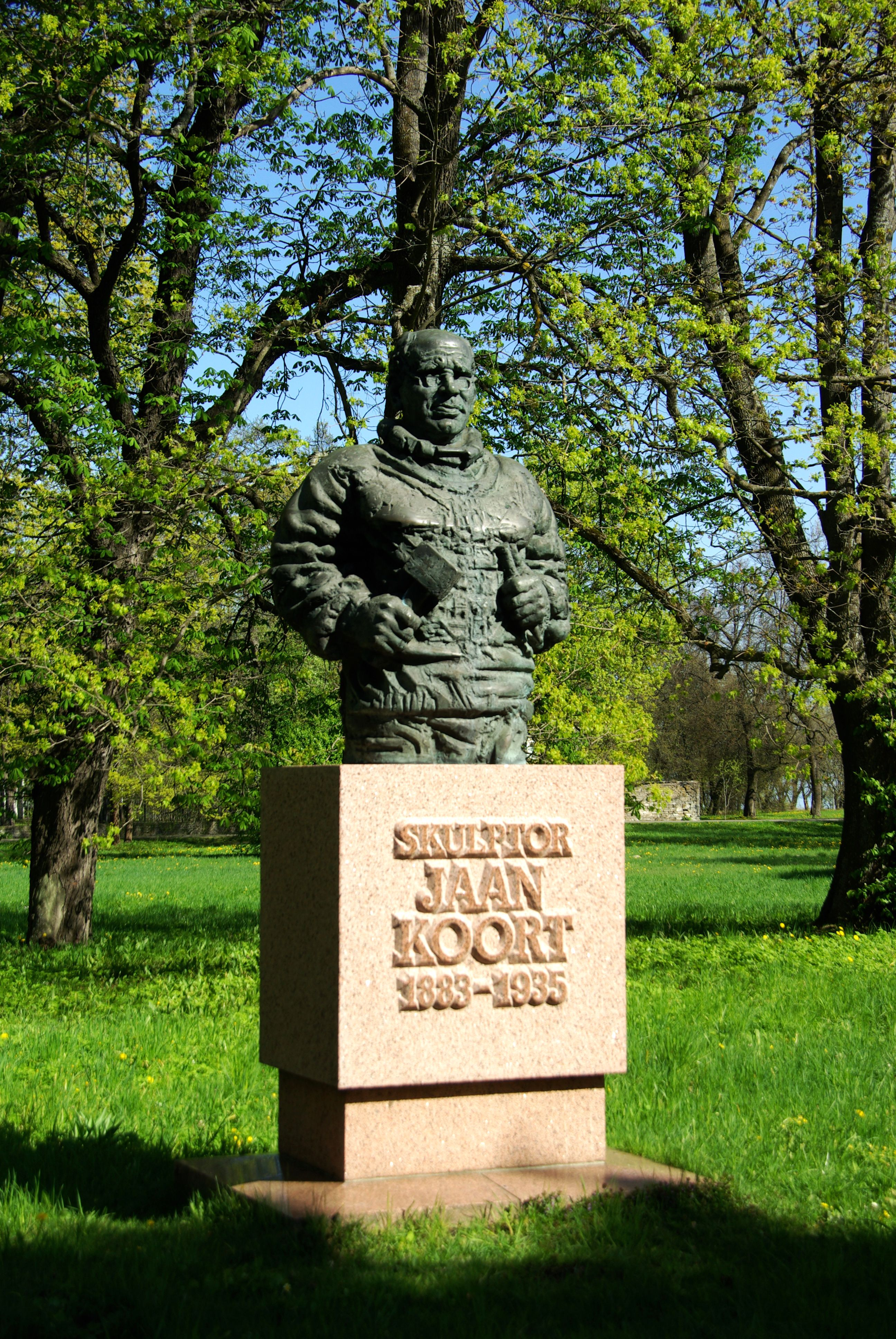
Minnesmärke över Jaan Koort av Edgar Viles
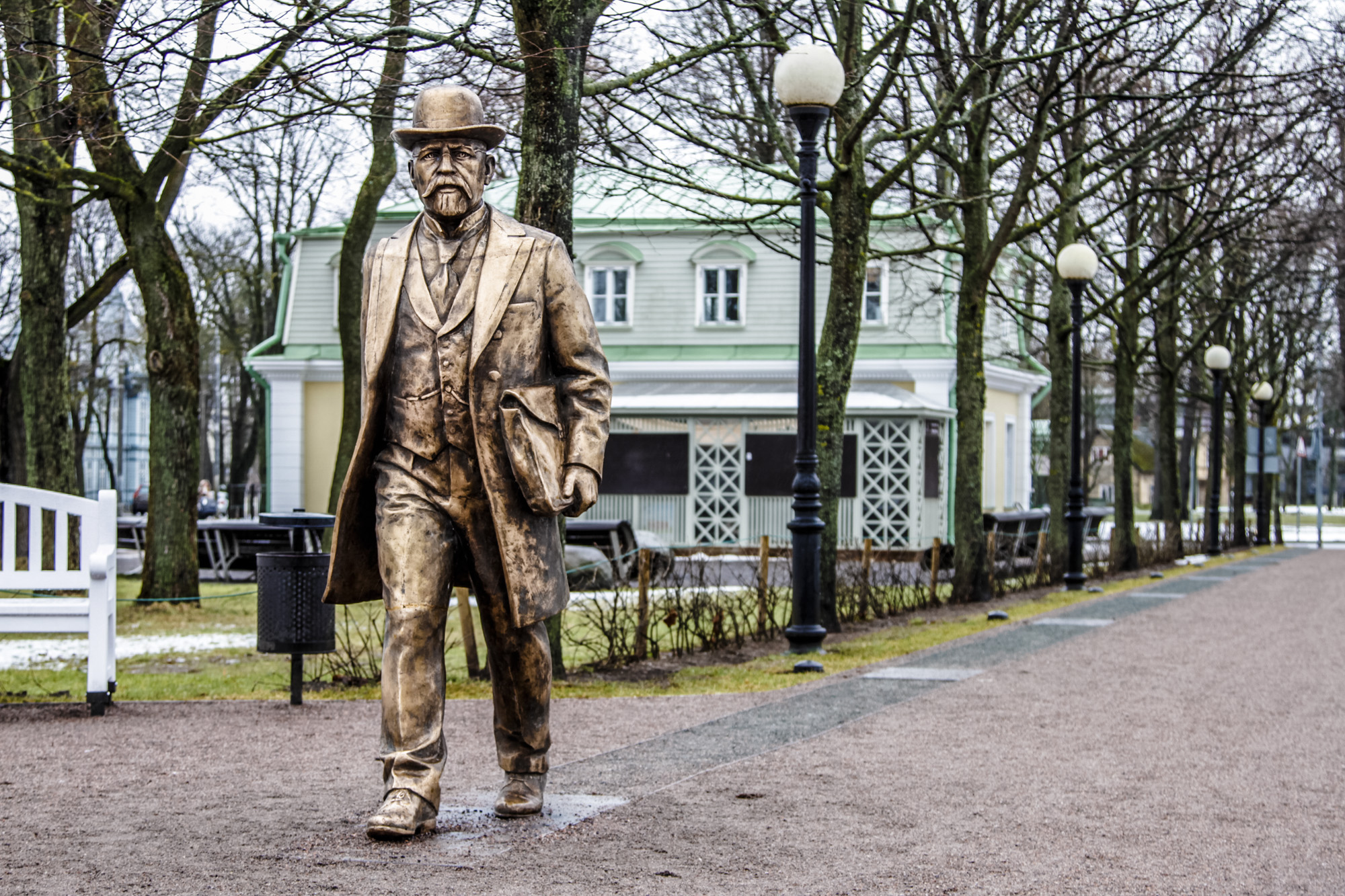
Minnesmärke över Jaan Poska av Elo Liiv
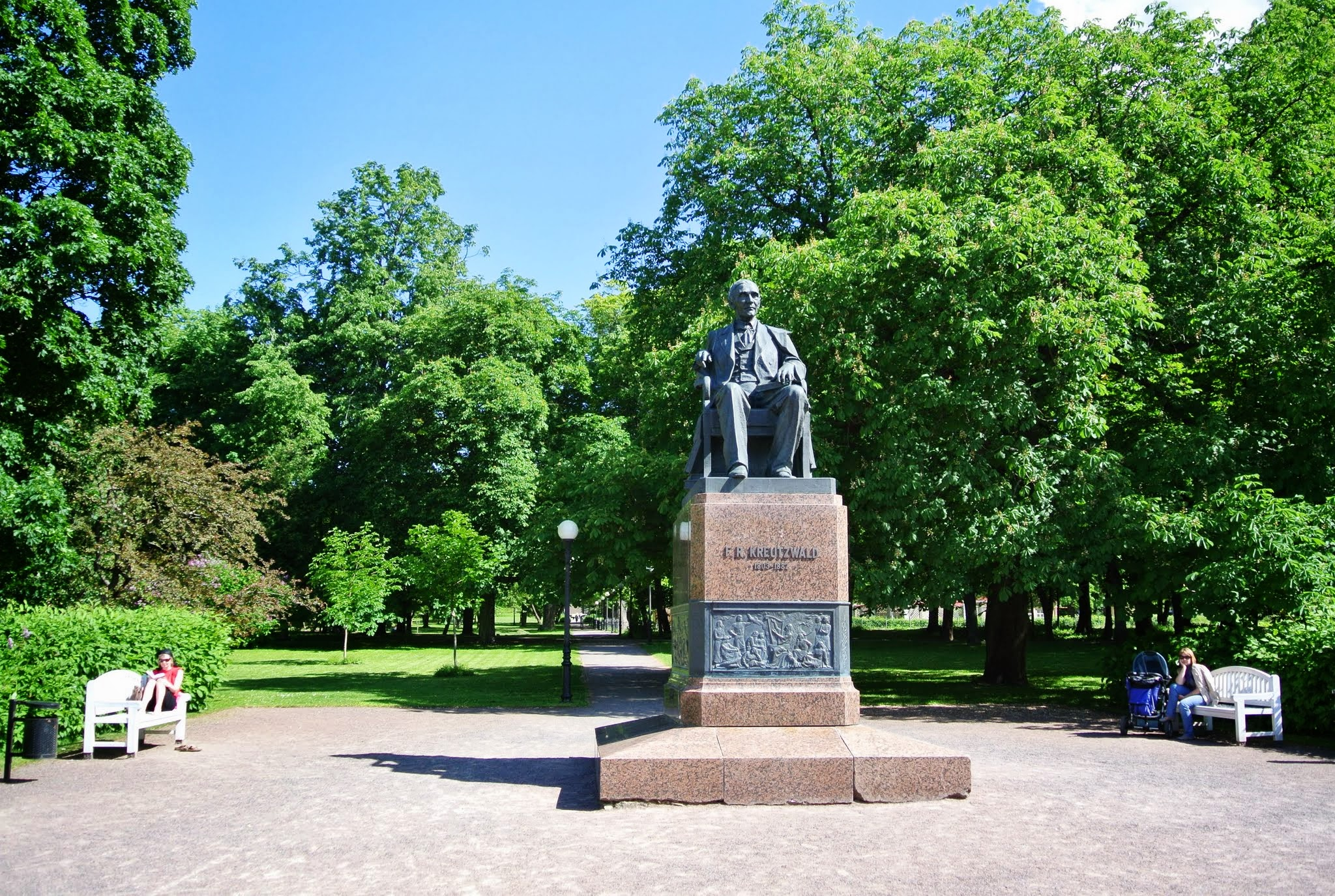
Minnesmärke över Friedrich Reinhold Kreutzwald av Endel Taniloo och Martin Saks
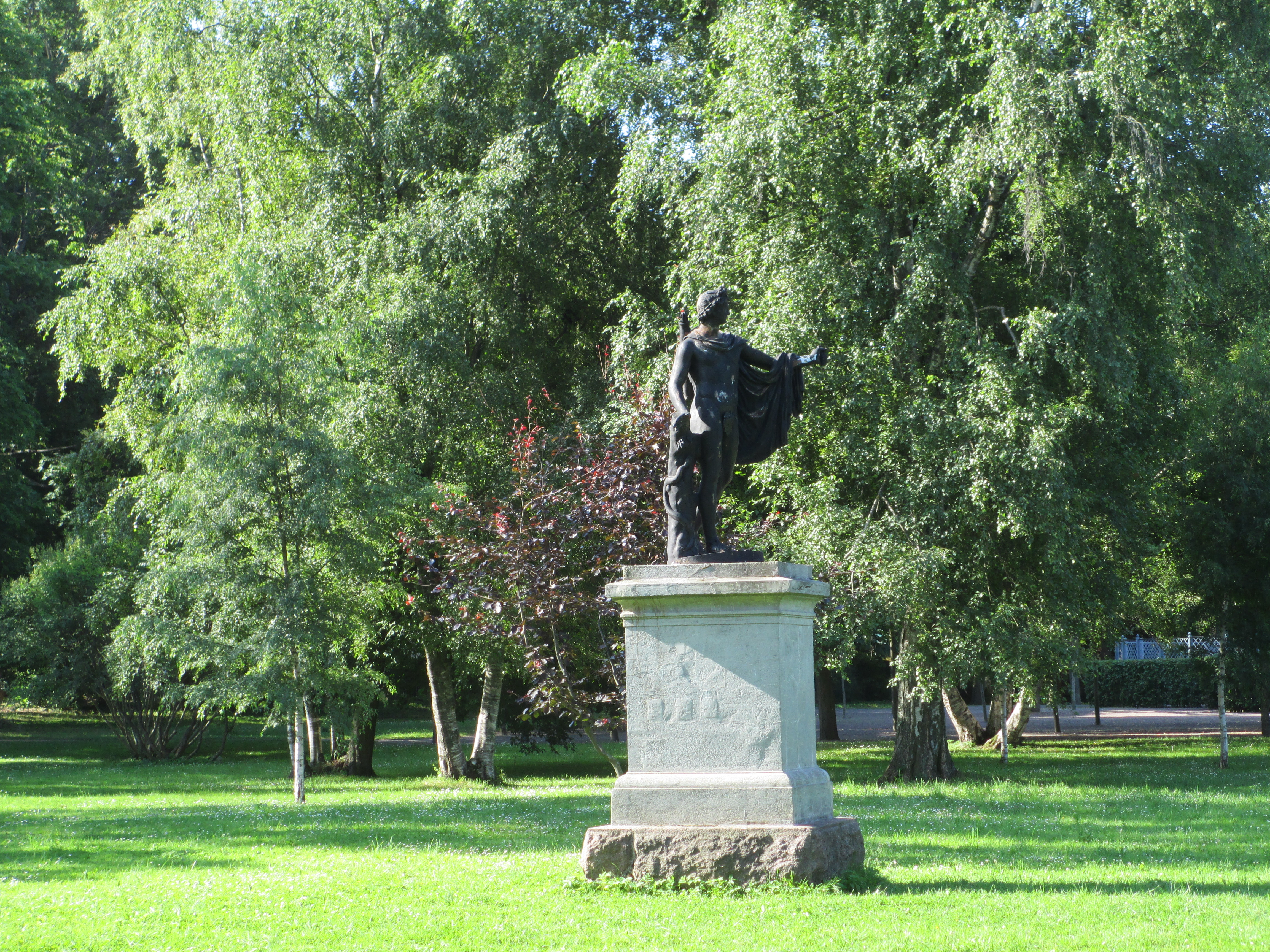
Apollon av Villem Seidra